# Prix Lessia-Oukraïnka
Le prix du Cabinet des ministres de l'Ukraine nommé d'après Lesya Ukrainka pour les œuvres littéraires et artistiques pour les enfants et les jeunes (ukrainien : Премія Кабінету Міністрів України імені Лесі Українки за літературно-мистецькі твори для дітей та юнацтва) est un prix littéraire et artistique récompensant des auteurs ukrainien(ne)s. Il est délivré par l'État ukrainien depuis 14 janvier 2004.
Le prix est nommé en honneur de la poétesse Lessia Oukraïnka. Avant 2004 ce n'était pas un prix national.

## Histoire

### Distingués
- 2022 : Olessia Mamtchitch[2].
- 2021 : Larissa Nitsoï.
- 2020 : Dara Korniy.
- 2016 : Hanna Tchoubatch
- 1997 :  Dmytro Bolohous.
- 1982 : Vsevolod Nestaïko.
- 1980 : Hryhir Tioutiounnyk.
- 1974 : Oksana Ivanenko.
- 1972 : Natalia Zabila.